# Telodorcus arfakianus
Telodorcus arfakianus is een keversoort uit de familie vliegende herten (Lucanidae). De wetenschappelijke naam van de soort is voor het eerst geldig gepubliceerd in 1880 door Lansberge.